# Dicerca herbstii
Dicerca herbstii es una especie de escarabajo del género Dicerca, familia Buprestidae. Fue descrita científicamente por Kiesenwetter en 1857.

## Distribución geográfica
Habita en la región paleártica.